# 不撓真鋼
不撓真鋼，是日本純種競賽馬匹。生涯活躍於一哩賽事，曾於2016年勝出杜拜草地大賽。

## 出賽前
2012年3月1日出生於北海道安平町北部牧場，成長途中於一口馬主俱樂部Sunday Racing Co. Ltd.進行馬主募集。
其後交由栗東訓練中心練馬師矢作芳人訓練。

## 競賽生涯

### 2歲
2014年12月27日，出戰阪神競馬場2歲新馬戰，比賽途中於先頭位置展開加速下成功跑出全場最快末腳，最終以3 1/2馬位優勢戰勝對手取得首勝。

### 3歲
2015年以共同通信盃作爲年數首戰，比賽途中於中團靠前位置展開推進，通過彎道後成功加速並稍爲爬升。進入直路後，其繼續於所在位置加速衝刺，最終成功超越前方對手，以1/2馬位壓贏大鳴大放取得首個分級賽冠軍，亦爲首匹勝出共同通信盃的一捷馬。
3月22日出戰春季錦標，雖然於比賽途中保持穩定的姿態並於最後直路一舉衝出，但仍然未能超越前方的領放馬北部玄駒，最終敗於對手之下以第二完賽。
其後按照計劃出戰皋月賞，本次比賽其選擇先行戰術下於約莫第四的位置展開推進，於通過第四彎道時候稍爲抽出以進佔有利位置。進入直路後，其雖然於直路中段以絕佳的狀態衝出並追上前方的北部玄駒一度取得領先，但其後隨即被外檔強襲的大鳴大放超越，最終無法壓制對手之下以1 1/2馬位差距落敗.
放草過後於5月31日的出戰東京優駿（日本打吡），雖然於直路發揮不俗的衝刺速度由後方爬升至前方，但最終仍然不敵大鳴大放、里見奔騰及里見皇冠以第四完賽。
賽後其被發現左前腳第一趾骨剝離性骨折，因而進入休養。
休養過後於神戶新聞盃復出，轟出後600米34.0秒末腳速度下僅未能超越領放馬Lia Fail，以第二的戰績完賽。
其後出戰菊花賞，於本次比賽中如同春季紀念一樣，在直路上無法追上前方領放的北部玄駒，最終再度獲得第二的戰績。

### 4歲
2016年首戰爲2月28日的中山紀念，比賽途中以先行姿態保持於第五的位置，通過最後彎道時開始發力加速。進入直路後，其仍然保持優勢的姿態進行衝刺，可惜未能壓制一同衝出大鳴大放之餘，亦被後上的鴻鵠大志超越，最終以第三落敗。
其後陣營宣佈安排其遠征阿聯酋，以杜拜草地大賽作爲目標，並由莫雅策騎。比賽開始後，保持一貫的節奏於先頭左右的位置等待時機，通過彎道時候稍爲發力準備加速。進入直路後，其成功衝出並超越前方的與眾不同，其後亦可保持優勢抵擋歐洲查寧的追擊，最終成功贏得首個分級賽冠軍。
回國休養後出戰安田紀念，然而未能保持速度下於直路大幅失速，最終以第十一大敗。
進入秋季其以秋季天皇賞作爲起動戰，選擇居中戰術下於最後直路由第十左右的位置展開加速蠶食前方，可惜仍然未能超越早已衝出的滿樂時，最終以1 1/2馬位差距落敗。
其後出戰日本盃，於直路的發揮不過不失之下有些微表現，最終跑獲第五的入板戰績。

### 5歲
2017年再度以中山紀念作爲首戰，然而於比賽途中狀態不佳僅獲第八。
其後遠征出戰杜拜草地大賽尋求連霸，但於出現外傷性流鼻血之下避戰並進入休養。
10月8日於每日王冠復出，比賽途中維持於中團位置等待時機，進入直路後成功抽出大外檔位置加速，最終一舉超越前方的神燈光照之下獲得睽違1年半的勝利。

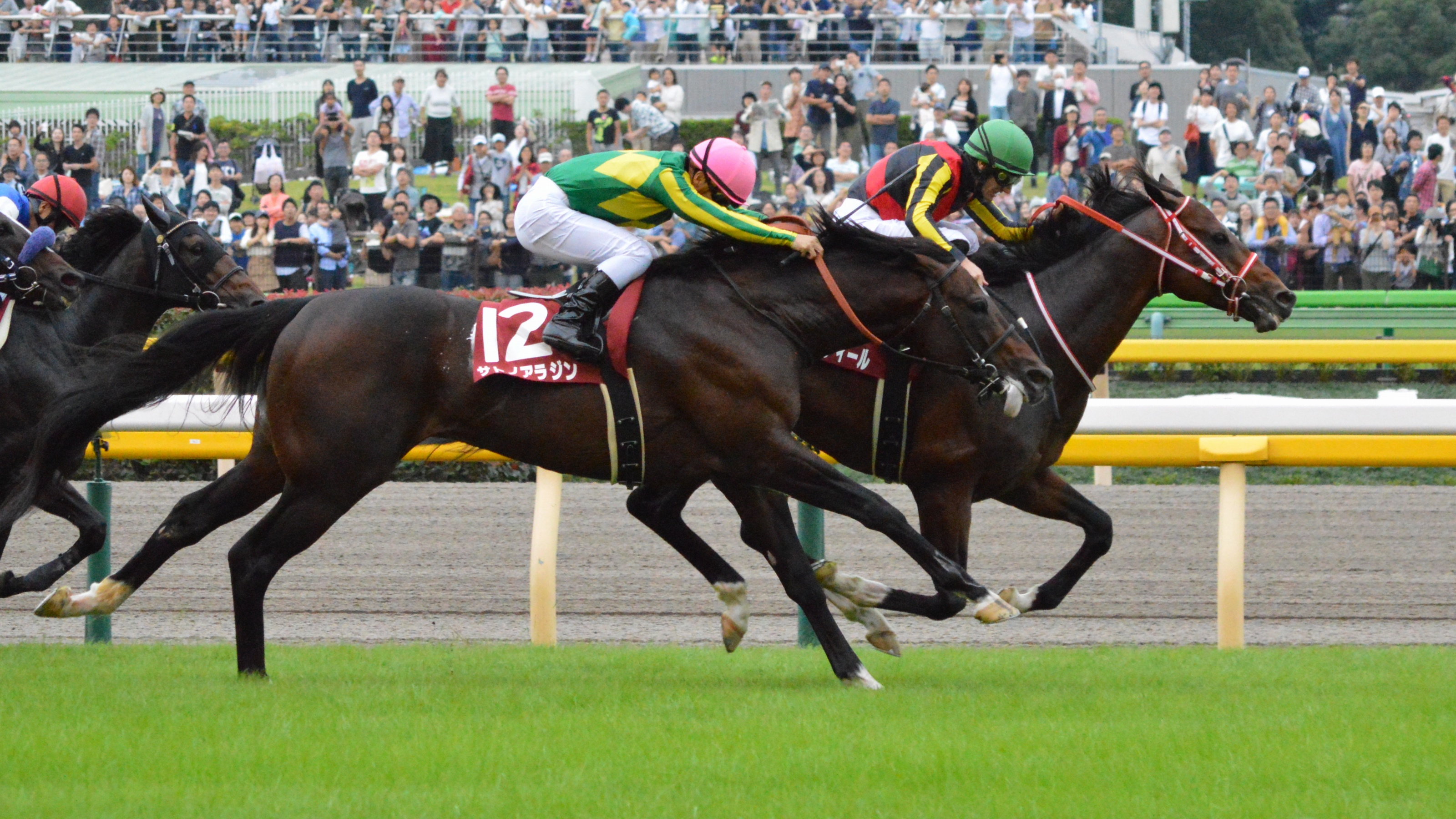
出戰每日王冠的不撓真鋼

11月乘勢出戰秋季天皇賞，雖然比賽途中面對大爛地一度陷入不利局面，但於最後直路仍然成功進入加速狀態，最終僅敗於北部玄駒、里見皇冠及七色線取得第四。

### 6歲
2018年年初直接遠征阿聯酋出戰杜拜草地錦標，但最終未能戰勝拼百圖及強擊，以第三的戰績完賽。
回國後以安田紀念作爲目標，然而未能突破馬群之下以第十四大敗。
其後進入放草，並於其中比發現右前腳籽骨韌帶發炎，最終於陣營商討後安排其退役。

### 詳細賽績
| 日期       | 舉辦國家 | 馬場 | 距離   | 級別 | 賽事名稱     | 負重 | 騎師     | 馬號 | 出馬 | 名次 | 時間     | 頭馬（二馬）  |
| ---------- | -------- | ---- | ------ | ---- | ------------ | ---- | -------- | ---- | ---- | ---- | -------- | ------------- |
| 27/12/2014 | 日本     | 阪神 | 草1800 |      | 2歲新馬      | 55   | 福永祐一 | 4    | 09   | 1    | 1:50.8   | （Liberator） |
| 15/2/2015  | 日本     | 東京 | 草1800 | GIII | 共同通信盃   | 56   | 福永祐一 | 1    | 12   | 1    | 1:47.1   | （大鳴大放）  |
| 22/3/2015  | 日本     | 中山 | 草1800 | GII  | 春季錦標     | 56   | 福永祐一 | 6    | 12   | 2    | 1:49.1   | 北部玄駒      |
| 19/4/2015  | 日本     | 中山 | 草2000 | GI   | 皋月賞       | 57   | 福永祐一 | 5    | 15   | 2    | 1:58.4   | 大鳴大放      |
| 31/5/2015  | 日本     | 東京 | 草2400 | GI   | 東京優駿     | 57   | 福永祐一 | 13   | 18   | 4    | 2:23.8   | 大鳴大放      |
| 27/9/2015  | 日本     | 阪神 | 草2400 | GII  | 神戶新聞盃   | 56   | 福永祐一 | 5    | 15   | 2    | 2:27.0   | Lai Fail      |
| 25/10/2015 | 日本     | 京都 | 草3000 | GI   | 菊花賞       | 57   | 福永祐一 | 11   | 18   | 2    | 3:03.9   | 北部玄駒      |
| 28/2/2015  | 日本     | 中山 | 草1800 | GII  | 中山紀念     | 55   | 福永祐一 | 2    | 11   | 3    | 1.46.0   | 大鳴大放      |
| 26/3/2016  | 阿聯酋   | 美丹 | 草1800 | GI   | 杜拜草地大賽 | 57   | 莫雅     | 14   | 15   | 1    | 1:47.1   | （歐洲查寧）  |
| 5/6/2016   | 日本     | 東京 | 草1600 | GI   | 安田紀念     | 58   | 福永祐一 | 11   | 12   | 11   | 1.34.0   | 標誌名駒      |
| 30/10/2016 | 日本     | 東京 | 草2000 | GI   | 秋季天皇賞   | 58   | 杜滿萊   | 12   | 15   | 2    | 1:59.5   | 滿樂時        |
| 27/11/2016 | 日本     | 東京 | 草2400 | GI   | 日本盃       | 57   | 莫雅     | 16   | 17   | 5    | 2:26.4   | 北部玄駒      |
| 26/2/2017  | 日本     | 中山 | 草1800 | GII  | 中山紀念     | 58   | 戶崎圭太 | 4    | 11   | 8    | 1:48.3   | 新寫實派      |
| 8/10/2017  | 日本     | 東京 | 草1800 | GII  | 每日王冠     | 57   | 杜滿萊   | 8    | 12   | 1    | 1:45.6   | （神燈光照）  |
| 29/10/2017 | 日本     | 東京 | 草2000 | GI   | 秋季天皇賞   | 58   | 湛明諾   | 4    | 18   | 4    | 2:09.5   | 北部玄駒      |
| 31/3/2018  | 阿聯酋   | 美丹 | 草1800 | GI   | 杜拜草地大賽 | 57   | 巴米高   | 8    | 15   | 3    | 紀錄缺失 | 拼百圖        |
| 3/6/2018   | 日本     | 東京 | 草1600 | GI   | 安田紀念     | 58   | 岩田康誠 | 11   | 16   | 15   | 1.32.7   | 魔族雅谷      |

## 退役後
退役後，不撓真鋼成為了配種馬，於北海道安平町社台Stallion Station休養，在2019年進行配種，日本配種季結束後亦會前往澳洲新南威爾士州Arrowfield Stud進行穿梭配種，首批子嗣於2020年出生。首批子嗣可於2022年出賽，7月24日經已有中央的賽駒於新馬戰中取勝。11月12日，All Parfait在每日盃兩歲錦標中取勝，成為首匹勝出分級賽的子嗣。2023年12月13日，青春永駐於全日本兩歲優駿取勝，成為首匹勝出一級賽的不撓真鋼子嗣。
2023年12月，其被轉移至北海道日高町育馬者Stallion Station休養，於來年在此地繼續配種。

### 主要子嗣

#### 一級賽優勝子嗣
粗體字為一級賽
2021年生
- 青春永駐（日本育馬場盃兩歲優駿、全日本兩歲優駿、 沙特打吡、 阿聯酋打吡、日本泥地經典賽、東京大賞典、 沙特盃）

#### 分級賽優勝子嗣
2020年生
- Fee Blanche（閃耀女士盃）
- 生活格調（聖烈特紀念、葉森盃、產經賞）
- All Parfait（每日盃兩歲錦標）

2021年生
- Veloce Era（函館紀念）
- 極致（北海道短途盃、東京盃）

2022年生
- Canal Beagle（麒麟錦標）

## 血統簡介
父系大震撼爲日本賽駒，爲日本賽馬史上第二匹無敗三冠馬，生涯出戰十四場賽事僅得兩場未能勝出，退役後配種成績亦極爲優秀。祖父週日寧靜是美國三冠賽雙軍馬，退役後在日本配種，在日本馬壇相當成功，贏得多項分級賽事，其子嗣贏得巨額獎金。
母系Loves Only Me爲美國馬匹，生涯無出賽紀錄。外祖父爲美國著名種馬雷貓，爲1990年代最具代表性的種馬之一。

### 血統表
| 父線：週日寧靜系（Halo系）            |                           |              |                 |
| 種馬 大震撼 2002年（棗色）            | 週日寧靜 1986年（棕色）   | Halo         | Hail to Reason  |
| 種馬 大震撼 2002年（棗色）            | 週日寧靜 1986年（棕色）   | Halo         | Cosmah          |
| 種馬 大震撼 2002年（棗色）            | 週日寧靜 1986年（棕色）   | Wishing Well | Understanding   |
| 種馬 大震撼 2002年（棗色）            | 週日寧靜 1986年（棕色）   | Wishing Well | Mountain Flower |
| 種馬 大震撼 2002年（棗色）            | 風中秀髮 1991年（棗色）   | Alzao        | 利法爾          |
| 種馬 大震撼 2002年（棗色）            | 風中秀髮 1991年（棗色）   | Alzao        | Lady Rebecca    |
| 種馬 大震撼 2002年（棗色）            | 風中秀髮 1991年（棗色）   | Burghclere   | Busted          |
| 種馬 大震撼 2002年（棗色）            | 風中秀髮 1991年（棗色）   | Burghclere   | Highclere       |
| 繁殖雌馬 Loves Only Me 2006年（棗色） | 雷貓 1983年（深棗色）     | 雷鳥         | 北地舞人        |
| 繁殖雌馬 Loves Only Me 2006年（棗色） | 雷貓 1983年（深棗色）     | 雷鳥         | South Ocean     |
| 繁殖雌馬 Loves Only Me 2006年（棗色） | 雷貓 1983年（深棗色）     | Terlingua    | 秘書處          |
| 繁殖雌馬 Loves Only Me 2006年（棗色） | 雷貓 1983年（深棗色）     | Terlingua    | Crimson Saint   |
| 繁殖雌馬 Loves Only Me 2006年（棗色） | Monevassia 1994年（棗色） | 淘金者       | Raise a Native  |
| 繁殖雌馬 Loves Only Me 2006年（棗色） | Monevassia 1994年（棗色） | 淘金者       | Gold Digger     |
| 繁殖雌馬 Loves Only Me 2006年（棗色） | Monevassia 1994年（棗色） | Miesque      | 雷利耶夫        |
| 繁殖雌馬 Loves Only Me 2006年（棗色） | Monevassia 1994年（棗色） | Miesque      | Pasadoble       |
| 雌系：Miesque系（號族：20）           |                           |              |                 |
| 五代內近親交配：北地舞人 5×4×5        |                           |              |                 |

## 命名由來
名字Real Steal（リアルスティール）來自同名美國科幻動作電影《鐵甲鋼拳》，香港則取其意思，翻譯为「不撓真鋼」。

## 外部連結
- 不撓真鋼 netkeiba.com （页面存档备份，存于）
- 血統表 （页面存档备份，存于）